# Bob Loughman
Bob Loughman, né le 8 mars 1961, est un homme d'État vanuatais, Premier ministre du 20 avril 2020 au 4 novembre 2022.

## Biographie
Titulaire d'un certificat général d'éducation (en), il travaille dans la formation aux métiers agricoles avant d'entrer en politique. Membre du parti Vanua'aku Pati – traditionnellement anglophone et de centre gauche – il est élu député de l'île de Tanna au Parlement national à l'occasion des élections législatives de 2004. Il y est continuellement réélu depuis.
En mars 2013, il est nommé ministre de l'Éducation dans le gouvernement de coalition de l'écologiste Moana Carcasses Kalosil. En mai 2014, le Vanua'aku Pati et plusieurs autres partis du gouvernement rejoignent l'opposition parlementaire et contraignent le Premier ministre à la démission. Bob Loughman demeure ministre de l'Éducation dans le nouveau gouvernement mené par le chef de son parti, Joe Natuman - jusqu'à ce que ce gouvernement soit destitué à son tour par le Parlement en juin 2015,. En mai 2018, à l'occasion d'un remaniement ministériel, le Premier ministre Charlot Salwai nomme Bob Loughman vice-Premier ministre, ainsi que ministre du Tourisme, du Commerce, et des Entreprises autochtones. En novembre 2018 Joe Natuman, ayant été condamné à deux ans de prison avec sursis pour entrave à l'exercice de la justice, renonce à la direction du Vanua'aku Pati, et le parti élit Bob Loughman à sa présidence pour lui succéder. En juin 2018, Charlot Salwai évince Loughman et le Vanua'aku Pati de son gouvernement, l'accusant de lui faire pression pour davantage de portefeuilles ministériels.
Bob Loughman mène son parti à un relativement bon résultat aux élections législatives de mars 2020 : Avec sept sièges, il est la principale force d'opposition au Parlement. Le chef de l'opposition parlementaire sortante, Ishmael Kalsakau de l'Union des partis modérés (centre droit francophone), le présente ainsi comme candidat à la direction du gouvernement lors de la première session du Parlement, le 20 avril. Bob Loughman est élu Premier ministre avec les suffrages de trente-et-un députés, contre vingt-et-un pour Ralph Regenvanu, le candidat de la majorité sortante. Avec l'appui de l'Union des partis modérés, du Parti national unifié et de divers micro-partis, il entre en fonction dans un contexte difficile pour le pays : Le Vanuatu est en état d'urgence depuis le mois de mars et a fermé ses frontières afin de se préserver de la pandémie de Covid-19 ; il est l'un des très rares pays au monde où la maladie ne soit pas encore entrée, et les autorités craignent que le système de santé vanuatais ne soit pas en mesure de faire face en cas de contagion. Cette fermeture au reste du monde, bien que nécessaire, a un fort impact négatif sur l'économie du pays, qui dépend dans une grande mesure du tourisme étranger. Dans le même temps, le pays a été dévasté le 6 avril par le passage du cyclone Harold, cyclone de catégorie 5, la plus dangereuse qui soit,. À Santo et dans d'autres îles du nord du pays, avec des vents allant jusqu'à 250 km/h, le cyclone a provoqué de très importants dégâts, détruisant intégralement des villages et des champs agricoles, et faisant trois morts,. La population de ces îles est privée d'eau et d'électricité, y compris à Luganville, la deuxième ville du pays, où le fleuve Sarakata a crû de plus de six mètres, détruisant des maisons. Les cultures vivrières des populations sont détruites. L'acheminement de l'aide étrangère d'urgence est compliquée par la nécessité de ne prendre aucun risque relatif au Covid-19.
En août 2022, le gouvernement Loughman perd sa majorité parlementaire lorsque dix-sept députés quittent la majorité et rejoignent les bancs de l'opposition menée par Ralph Regenvanu, qui devient majoritaire. Ce dernier dépose alors une motion de censure pour contraindre le gouvernement à la démission et pour pouvoir former un gouvernement à sa place. Bob Loughman demande et obtient que le président de la République, Nikenike Vurobaravu, dissolve le Parlement et appelle la tenue d'élections anticipées, empêchant ainsi le vote au Parlement de la motion de censure,.
À l'issue des élections législatives d'octobre 2022, Loughman échoue à former une coalition parlementaire majoritaire, et Ishmael Kalsakau est élu Premier ministre de Vanuatu le 4 novembre 2022.